# Бурковка (Владимирская область)
Бурковка — упразднённая деревня в Александровском районе Владимирской области России.

## География
Урочище находится в северо-западной части области, в зоне хвойно-широколиственных лесов, на правом берегу реки Малый Киржач, на расстоянии примерно 8 километров (по прямой) к юго-востоку от города Александрова, административного центра района.

### Климат
Климат характеризуется как умеренно континентальный, с умеренно тёплым летом, холодной зимой, короткой весной и облачной, часто дождливой осенью. Среднегодовая температура воздуха — +3,4 °C. Годовое количество атмосферных осадков — 549 миллиметров, из которых большая часть выпадает в тёплый период.

## История
В «Списке населенных мест Владимирской губернии по сведениям 1859 года» населённый пункт упомянут как деревня Бурковка Александровского уезда, расположенная при реке Малый Киржач, в 9 верстах от уездного города. В деревне насчитывалось 4 двора и проживало 23 человека (10 мужчин и 13 женщин).
По состоянию на 1905 год, в Бурковке имелось 6 дворов и проживало 28 человек. В административном отношении деревня входила в состав Александровской волости.
По данным 1926 года в деревне имелось 8 хозяйств и проживал 41 человек (20 мужчин и 21 женщина). Являлась частью Фёдоровского сельсовета.